# Battaglia di Zenta
La battaglia di Zenta (11 settembre 1697) fu combattuta nell'ambito della guerra ottomano-austriaca (1683-1699) cui pose praticamente fine dando origine alla Pace di Carlowitz. I contendenti furono l'esercito imperiale, comandato dal principe Eugenio di Savoia, e quello ottomano, comandato dal sultano Mustafa II.

## La situazione prima della battaglia
L'Impero ottomano aveva iniziato le ostilità contro l'impero asburgico un anno dopo la scadenza del trattato di pace di Eisenburg. Il sultano Mehmed IV aveva affidato la guida dell'esercito turco ad un nuovo comandante in capo Kara Mustafa che cercò per la seconda volta (dopo l'assedio del 1529), di occupare Vienna e quindi trovarsi così spalancata la porta dell'Europa centrale, iniziando così una nuova guerra con l'impero asburgico.
Dopo la sconfitta dei turchi ottomani nel secondo tentativo di assedio della capitale asburgica (1683) e la successiva offensiva austriaca che aveva portato alla conquista da parte dell'Austria di Budapest nel periodo 1684-1685, alla vittoria di Mohács nel 1687 ed alla conquista di Belgrado nel 1688, la guerra di successione del Palatinato consentì ai Turchi di riconquistare Belgrado, città dalla quale l'esercito ottomano al comando dello stesso Mustafa II, forte di circa 100 000 uomini, si mosse nuovamente verso Vienna.
Si trattava di un'armata poderosa, in cui campeggiava il temibilissimo corpo dei Giannizzeri e la cavalleria Spahi, oltre naturalmente ad un cospicuo numero di pezzi di artiglieria. Il comando dell'armata austriaca dell'Ungheria, dopo essere stato a lungo nelle mani del margravio Luigi Guglielmo di Baden Baden, era stato appena assegnato al principe elettore di Sassonia, Federico Augusto I, quando questi fu chiamato sul trono polacco, cosicché il comando fu affidato, ai primi di luglio del 1697, al neo Feldmaresciallo Eugenio di Savoia. Su quest'ultimo espresse parere favorevole anche l'allora presidente del Consiglio Aulico, conte Ernst Rüdiger von Starhemberg, famoso ed autorevole per aver difeso Vienna durante l'assedio turco.
La situazione dell'armata era pessima: essa era composta prevalentemente da mercenari, molti dei quali arruolati contro la loro volontà o addirittura scelti fra delinquenti comuni. Inoltre, le paghe previste erano in cronico ritardo di mesi e mesi e quindi l'entusiasmo o lo spirito di obbedienza e sacrificio erano ridotti al lumicino. Dell'organico previsto per l'armata (ottantamila uomini), erano disponibili solo poco più di trentamila; la cassa dell'armata era vuota, il sistema di vettovagliamento penoso. Così il principe di Savoia, per poter almeno iniziare la campagna, dovette anticipare di tasca propria gran parte delle spese necessarie al sostentamento logistico delle sue truppe.
Avuta notizia dalla città di Petervaradino che l'esercito turco, con la sua flottiglia di imbarcazioni fluviali, era ancora fermo a Belgrado, neanche una settimana dopo l'assunzione del comando Eugenio si mosse rapidamente verso Petervardino, non prima di aver ordinato alle truppe austriache operanti nell'alta Ungheria di raggiungerlo altrettanto rapidamente. Riuscì così a raccogliere un'armata di circa 55 000 effettivi. Quivi giunto, apprese che l'armata turca si era molto avvicinata e stava compiendo esercitazioni preliminari da tempo. I Turchi cercarono senza successo di attirare le truppe austriache in battaglia in campo aperto, quindi, smesse le scaramucce, si diressero a nord lungo il fiume Tibisco per attaccare la fortezza di Seghedino.
Eugenio li seguì quasi in parallelo. L'uscita dell'esercito austriaco dalla fortezza di Petervaradino sulle tracce di quello ottomano fece mutare i piani al sultano, che decise di rinunciare ad attaccare Seghedino e di ritirarsi negli acquartieramenti invernali presso Temesvár attraversando il Tibisco nei pressi di Zenta. Avuta notizia dei movimenti inequivocabili dell'esercito nemico, Eugenio, contravvenendo alle disposizioni ricevute direttamente dall'imperatore Leopoldo I, decise di attaccarlo.

## La battaglia

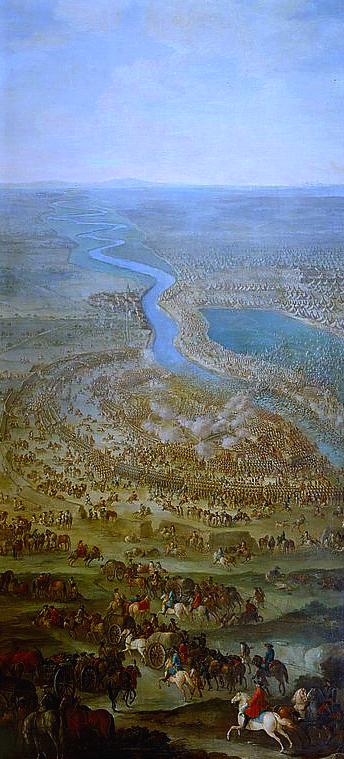
La rovinosa Battaglia di Zenta ove le armate di Mustafa II vennero sconfitte da quelle asburgiche al comando di Eugenio di Savoia.

Eugenio ebbe sempre presente l'importanza di conoscere il più presto e nel modo più esatto i movimenti del nemico. Faceva perciò grande uso di informatori prezzolati, oltre che naturalmente delle informazioni che riusciva ad ottenere da prigionieri catturati nei brevi combattimenti delle avanguardie o dai reparti inviati in esplorazione. Fu proprio da un disertore che apprese dello spostamento dell'esercito turco lungo il Tibisco.
L'11 settembre 1697 si trovava sulla sponda occidentale del fiume, protetta da trincee e spalti in terra, la testa di ponte ottomana attestata a protezione dell'attraversamento del Tibisco da parte del grosso dell'esercito di Mustafa II. Parte dell'artiglieria e le salmerie erano appena state trasferite attraverso un ponte di barche sull'altra sponda del fiume, come già era per lo stesso sultano e la sua cavalleria. I Turchi si illudevano che tutto potesse procedere tranquillamente e con sicurezza, ritenendo che il grosso dell'esercito austriaco fosse ancora piuttosto lontano per metterli in difficoltà nella fase delicata del trasferimento oltre il fiume.
La cavalleria austriaca cercava continuamente di disturbare i movimenti del nemico, e durante una di queste incursioni fu catturato il pascià Shafar. Appreso dal prigioniero che i Turchi avrebbero attraversato il fiume presso Zenta, Eugenio si recò personalmente a constatare il fatto e, vista la situazione, diede l'ordine di attaccare. Trincee e muri in terra furono facilmente superati dalle truppe austriache, ed il grosso della fanteria fu sorpreso sulla riva sabbiosa del Tibisco in attesa di transitare.
Priva dell'appoggio dell'artiglieria e del supporto di gran parte della cavalleria, che era anch'essa già dall'altra parte del corso d'acqua ma impedita ad attaccare dal "collo di bottiglia" del ponte, per altro già colmo di fanti turchi in fase di trasferimento, la fanteria turca fu letteralmente annientata; la parte di artiglieria non ancora trasferita oltre il Tibisco cadde in mani austriache così come tutte le salmerie, ed il ponte di barche, già crollato sotto il peso dell'enorme massa di Turchi in fuga, fu definitivamente distrutto dagli austriaci con il fuoco.
La parte di esercito turco già passata sulla riva orientale del fiume si dette alla fuga ritirandosi disordinatamente verso Temesvár/Timișoara lasciando alle truppe imperiali un favoloso bottino. I Turchi caduti in battaglia furono circa 25 000 mentre da parte austriaca si contarono meno di 500 morti e circa 1 500 feriti.

## Le conseguenze
L'eco dell'esito della battaglia si sparse velocemente per tutta Europa e la fama di condottiero di Eugenio di Savoia fu definitivamente consacrata: una vittoria così schiacciante sul temibile esercito turco non si era mai vista e l'opinione europea sulla potenza dell'impero ottomano nella parte sud-orientale dell'Europa cambiò radicalmente. Tuttavia la vittoria di Zenta non fu militarmente sfruttata appieno: Eugenio, a causa delle cattive condizioni atmosferiche, non poté procedere all'inseguimento e all'annientamento della rimanente parte dell'esercito turco in fuga disordinata. Un mese dopo conquistò Sarajevo.